# Arruda insignis
Arruda insignis is een hooiwagen uit de familie Gonyleptidae. De wetenschappelijke naam van Arruda insignis gaat terug op Mello-Leitão.